# 永井直英
永井 直英（ながい なおひで）は、摂津高槻藩の第5代藩主。

## 略伝
元禄8年（1695年）4月、第3代藩主永井直種の長男として生まれる。同年同月に父が死去した際には幼少のため家督を継げなかったが、宝永3年（1706年）に第4代藩主であった従兄で姉婿の直達が早世すると、その養子として跡を継いだ。
しかし正徳5年（1715年）1月17日に死去した。享年21。実子がなく、直達の弟の直期が養子となり跡を継いだ。